# Haplogrupo DE
El haplogrupo DE (definido por los marcadores M1/YAP, M145/P205, PF1810 y 39 más) es un haplogrupo del cromosoma Y humano con unos 76,000 años de antigüedad, el cual es descendiente del haplogrupo CT y dio lugar a los haplogrupos D y E.
Está formado a partir de varios marcadores genéticos, entre los cuales destaca la mutación YAP (de las siglas Y-chromosome Alu Polymorphism) o polimorfismo de único evento en la secuencia Alu del cromosoma Y. Esto determina que el cromosoma Y del haplogrupo DE sea denominado YAP positivo (YAP+). Comparte el polimorfismo de nucleótido simple M168 con todos los demás haplogrupos del cromosoma Y excepto con A y B que son los más antiguos.

## Origen

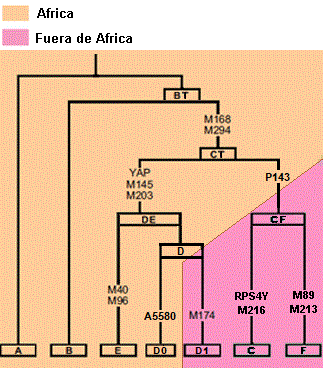
Origen probable de los principales clados de ADN-Y.

El lugar aproximado de origen del haplogrupo DE ha sido controversial debido a que sus clados descendientes D y E presentan lejanía geográfica: mientras E predomina en África, D se encuentra en el Extremo Oriente. En un primer momento se consideró a D más antiguo y se concluyó que E era un subclado de D y en consecuencia de origen asiático. Sin embargo, estudios más recientes identificaron pequeñas poblaciones del grupo parafilético DE* tanto en África como en Asia; lo que sumado a la mayor frecuencia en África del total de descendientes de DE, dan como mayor probabilidad inclinarse por un origen africano, aunque también se ha propuesto que podría ser de origen euroasiático. Más recientemente, se ha identificado el clado basal D0 (A5580.2) en Nigeria, por lo que  
parcialmente por esa razón, y también debido a fechas de divergencia recientemente calculadas para D0, DE, y E, se ha propuesto nuevamente el origen africano.

## Distribución
DE (M1/YAP, M145/P205/PF1444, PF1810/M5535, M203, P144) presenta los siguientes subgrupos:
- DE*: Raro en Asia (en el Tíbet 0.3%[7]). En África fue encontrado entre los nalu de Guinea-Bissau con 6%[8] y en Nigeria 0.8%.
- D (CTS3946): 
  - D0 o D2: África y Cercano Oriente.
  - D1 (M174): En Extremo Oriente. Poco en Asia Central.
    - D1a 
      - D1a1: En el Tíbet, Asia Oriental y Central.
      - D1a2: 
        - D1a2a: En el Japón
        - D1a2b: En las Islas Andamán

    - D1b: En Filipinas
- E (M96): Típico de África
  - E-M5479
    - E-V44: Poco en África Oriental
    - E1
      - E1a: En África Occidental. Poco en Norte África y Sur de Europa
      - E1b: Predominante en África. 
        - E1b1a (V38): Mayoritario en la mayor parte del África subsahariana.
        - E1b1b (M215): Mayoritario en África del Norte y Cuerno de África, presente en el Cercano Oriente y Europa.

  - E2: En el África Subsahariana

| Haplogrupos del cromosoma Y humano |                  |   |   |    |    |    |    |    |   |   |     |     |     |     |    |    |    |    |     |     |     |    |    |   |
|                                    | Adán cromosómico |   |   |    |    |    |    |    |   |   |     |     |     |     |    |    |    |    |     |     |     |    |    |   |
|                                    | A                |   |   |    |    |    |    |    |   |   |     |     |     |     |    |    |    |    |     |     |     |    |    |   |
|                                    |                  |   |   | BT |    |    |    |    |   |   |     |     |     |     |    |    |    |    |     |     |     |    |    |   |
|                                    |                  | B | B | B  | CT | CT |    |    |   |   |     |     |     |     |    |    |    |    |     |     |     |    |    |   |
|                                    |                  |   |   | DE | DE | CF | CF | CF |   |   |     |     |     |     |    |    |    |    |     |     |     |    |    |   |
|                                    |                  |   | D | E  |    | C  | C  | F  | F | F |     |     |     |     |    |    |    |    |     |     |     |    |    |   |
|                                    |                  |   |   |    | C1 | C2 |    | G  | H | H | IJK | IJK | IJK | IJK |    |    |    |    |     |     |     |    |    |   |
|                                    |                  |   |   |    |    |    |    |    |   |   | IJ  | K   | K   | K   | K  | K  | K  |    |     |     |     |    |    |   |
|                                    |                  |   |   |    |    |    |    |    |   | I | J   |     |     | LT  | K2 | K2 | K2 | K2 | K2  | K2  |     |    |    |   |
|                                    |                  |   |   |    |    |    |    |    |   |   |     |     | L   | T   |    | MS | MS | MS | MS  | P   | P   | P  | NO |   |
|                                    |                  |   |   |    |    |    |    |    |   |   |     |     |     |     |    | M  | S  |    | Q   | R   | R   |    | N  | O |
|                                    |                  |   |   |    |    |    |    |    |   |   |     |     |     |     |    |    |    |    |     | R1  | R1  | R2 |    |   |
|                                    |                  |   |   |    |    |    |    |    |   |   |     |     |     |     |    |    |    |    | R1a | R1a | R1b |    |    |   |
|                                    |                  |   |   |    |    |    |    |    |   |   |     |     |     |     |    |    |    |    |     |     |     |    |    |   |